# Anton Liehm
Anton Liehm (* 25. Januar 1817 in Janegg; † 27. Mai 1860 ebenda) war ein böhmischer Landschaftsmaler.

## Leben
Anton Liehm war der Sohn eines wohlhabenden Bauern aus Janegg, das im Sprengel des Zisterzienserstiftes Ossegg liegt. Er besuchte die Volksschule, als der Lehrer sein besonderes Talent insbesondere für Landschaftsskizzen auffiel. Mit Hilfe des Zisterzienserpredigers Pater Victor († 1855) konnte er nach Prag gehen, wo er an die Prager Kunstakademie des Professors Max Haushofer kam.
1840 zeigte er erstmals ein Bild, eine Kopie nach einer Studie Haushohes, ein Aquarell. 
Für seine Zeichnung Eine Ansicht aus der Scharka erhielt er 1841 einen Preis
Sein erstes selbstständiges Ölgemälde zeigte er 1842 in einer Kunstvereinsausstellung. Die Bilder wurden sehr geschätzt und so stellte er die nächsten Jahre dort aus. Er malte vor allem Landschaften seiner böhmischen Heimat. 1852 kehrte er aus familiären Gründen nach Janegg zurück. 
1854 gründete er in Teplitz eine Zeichenschule. Seine Art machte ihn in adeligen Kreisen bekannt und er war Kunstlehrer für die gräflichen Häuser Colloredo und Waldstein. All dieses ließ ihm wenig Zeit und so sind zwischen 1855 und 1858 keine Bilder mehr entstanden, und danach nur noch wenige. Er erkrankte wohl um 1859 schwer und zog im Frühjahr 1860 nach Janegg zurück, wo er am 27. Mai 1860 starb.

### Werke
- 1842: Landschaft
- 1842: Partie am Erzgebirge
- 1844: Schloß Sternberg an der Sazawa, Partie bei Ossegg, Baumpartie mit Wasser[2]
- 1845: Mühle bei Sternberg,  Wolfgangsee bei St. Gilgen, Partie am Ebensee
- 1846: Die Riesenquelle im Erzgebirge, Mittag bei der Riesenquelle, Gebirgslandschaft, Partie bei Ebensee, Gegend bei Salzburg
- 1847: Gegend bei Eichwald, Partie bei Dux
- 1848: Gegend bei Doppelburg im Erzgebirge, Partie bei Ossegg und Gegend bei Dux
- 1849: Partie bei Ullersdorf im Erzgebirge, Partie bei Dux zur Erntezeit
- 1850: Anziehendes Gewitter (Partie bei Ossegg), St. Barbara-Teich bei Dux, Abendlandschaft (bei Dux), Partie bei Klostergrab, Bauernhof bei Teplitz, Herbstlandschaft, Partie bei der Riesenquelle, Partie aus dem Riesengebirge und Frühlingsmorgen;
- 1851: Partie bei Dux, Herbstlandschaft, Partie im Egerthale bei Warth
- 1852: Waldpartie, Partie am Ganghof
- 1853: Sonntagsmorgen (Partie bei Rothenhaus) Waldpartie im Sturme, Sommermittag bei angehendem Gewitter
- 1854: Sommernachmittag (Gegend von Ossegg), Herbstlandschaft (aus dem Erzgebirge)
- 1858: Herbstlandschaft,  Schwüler Sommertag
- 1860: Herbstlandschaft mit Mondaufgang

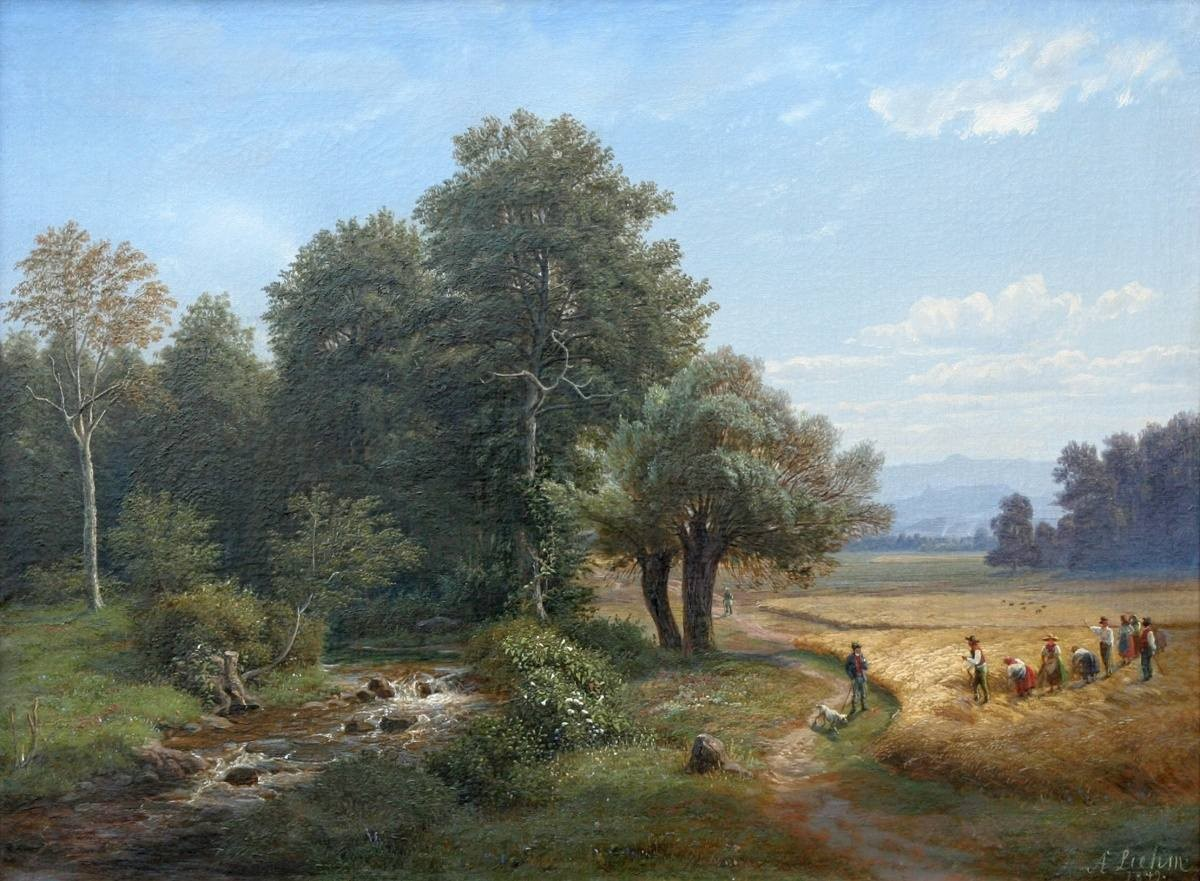
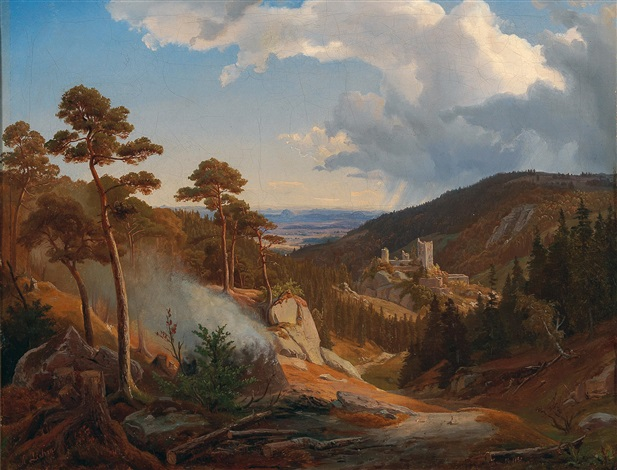